# St. Stephanus (Wasseralfingen)

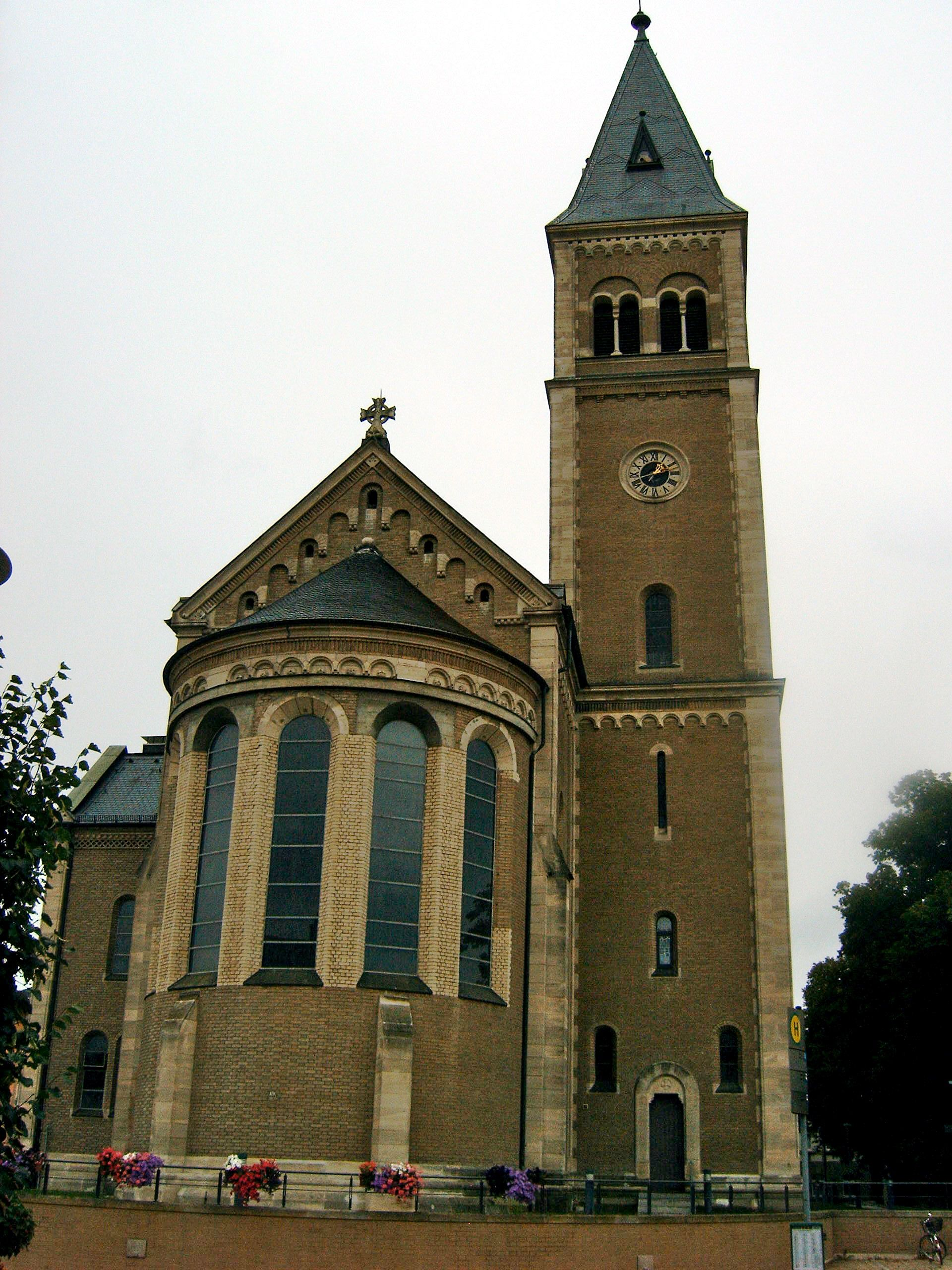
St. Stephanus

St. Stephanus, auch St. Stefan, ist eine 1883 geweihte römisch-katholische Kirche im Aalener Stadtteil Wasseralfingen.

## Baugeschichte
Das Anwachsen der Bevölkerung der damals selbstständigen traditionell katholischen Gemeinde Wasseralfingen führte im 19. Jahrhundert dazu, dass die Stephanuskapelle zu klein wurde. Der von der Kirchengemeinde beauftragte Wiener Dombaumeister Friedrich von Schmidt entwarf ein neugotisches Bauwerk. Weil staatliche Zuschüsse nur gewährt wurden, wenn ein einheimischer Architekt den Zuschlag erhielt, ließ die Kirchengemeinde den Stuttgarter Hofbaudirektor Felix von Berner die Pläne überarbeiten. Sein Entwurf einer neuromanischen Basilika kam von 1881 bis 1883 zur Ausführung. Das Innere der Kirche wurde in den folgenden Jahrzehnten ausgestattet. Ein Flügelaltar und weitere Kunstwerke stammen von Sieger Köder, weitere Werke vom Wasseralfinger Maler Helmut Schuster.
Der Turm ist 56 Meter hoch.

## Orgel
Eine 1892 von der Firma Gebrüder Link, Giengen an der Brenz, als Opus 192a erbaute Orgel hatte 20 Register auf 2 Manualen und Pedal. 1954 erbaute die Biberacher Firma Reiser ein neues Instrument (Opus 257) unter Verwendung einiger Register aus der Vorgängerorgel. Die Orgel hat eine elektropneumatische Spiel- und Registertraktur; der Spieltisch ist auf der Empore freistehend seitlich angeordnet. Das Instrument hat folgende Disposition:
| I Hauptwerk   |       |  |
| Gedacktpommer | 16′   |  |
| Prinzipal     | 8′    |  |
| Gedeckt       | 8′    |  |
| Violflöte     | 8′    |  |
| Oktave        | 4′    |  |
| Querflöte     | 4′    |  |
| Rohrquarte    | 2 ⁄3′ |  |
| Schwegel      | 2′    |  |
| Mixtur        | 2′    |  |
| Trompete      | 8′    |  |

| II Schwellwerk |        |  |
| Rohrgedackt    | 8′     |  |
| Quintade       | 8′     |  |
| Weitprinzipal  | 4′     |  |
| Rohrflöte      | 4′     |  |
| Waldflöte      | 2′     |  |
| Hornpfeife     | 1 3⁄5′ |  |
| Scharff        | 1′     |  |
| Dulzian        | 16′    |  |

| III Oberwerk    |      |  |
| Singend Gedackt | 8′   |  |
| Spitzflöte      | 4′   |  |
| Prinzipal       | 2′   |  |
| Flageolet       | 1′   |  |
| Terzianzimbel   | 1⁄5′ |  |
| Rohrschalmei    | 8′   |  |

| Pedal        |       |  |
| Prinzipalbaß | 16′   |  |
| Violonbaß    | 16′   |  |
| Subbaß       | 16′   |  |
| Oktavbaß     | 8′    |  |
| Choralbaß    | 4′    |  |
| Pedalmixtur  | 2 ⁄3′ |  |
| Baßflöte     | 2′    |  |
| Posaune      | 16′   |  |

- Koppeln:
  - Normalkoppeln: II/I, III/I, I/P, II/P, III/P
- Spielhilfen: Zwei freie Kombinationen, deutsches System, Rollschweller, Tuttizug, automatische Pedalumschaltung